# Schlacht von Abydos
Während des Peloponnesischen Krieges fanden bei Abydos am Hellespont zwei Schlachten statt, zuerst die Seeschlacht von Abydos im Jahr 411 v. Chr. zwischen Athen und Sparta und zwei Jahre später gegen Ende 409 v. Chr. die Landschlacht bei Abydos zwischen Athen und dem Perserreich. In beiden Schlachten siegten die Athener.

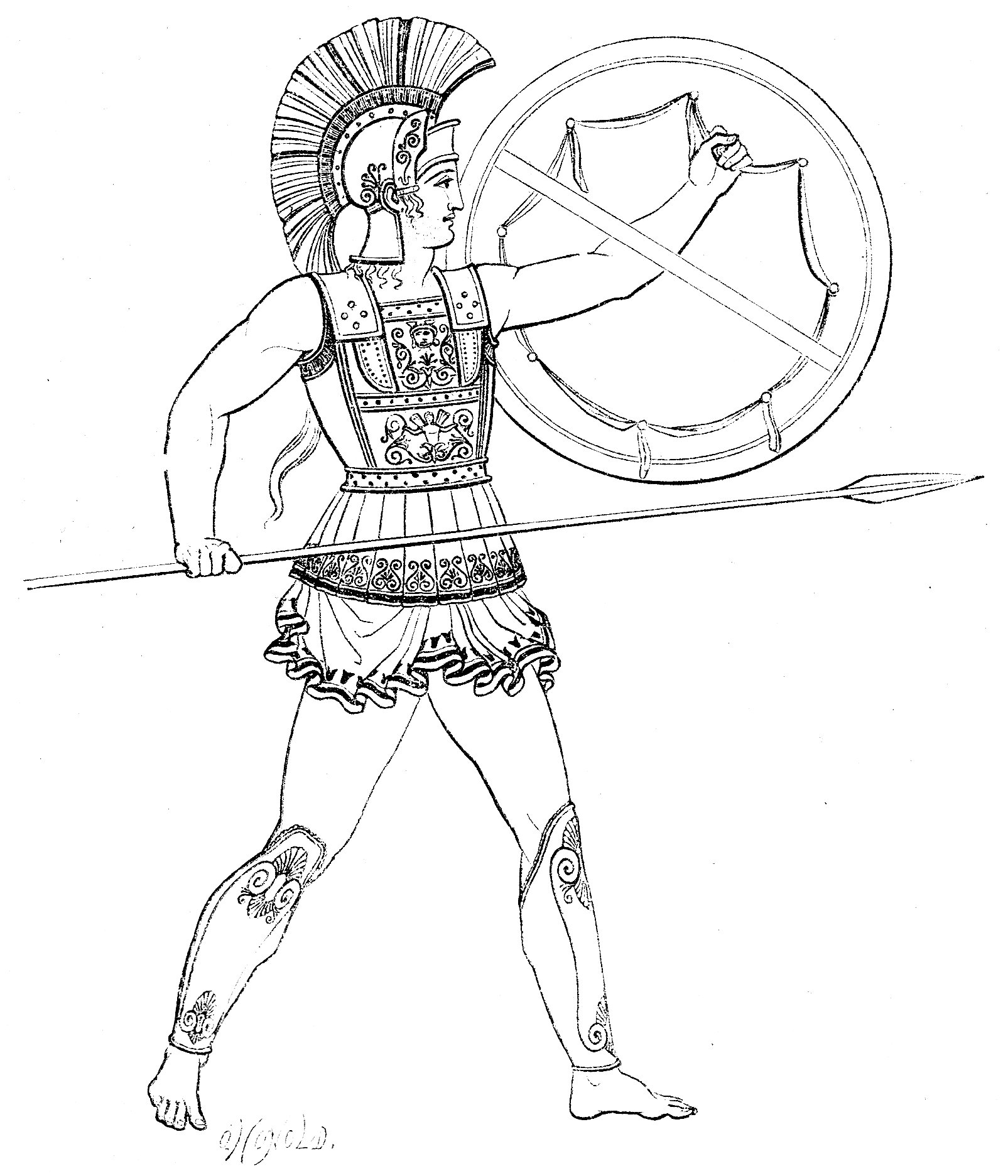
Hoplit

## Vorgeschichte
Nach der Niederlage Athens in Sizilien ging Sparta in die Offensive, indem es versuchte, die Untertanen des Attischen Reiches abtrünnig zu machen. 412 v. Chr. gelang dies zuerst in Chios und dann in Milet, wo ein Bündnis zwischen Sparta und dem Perserreich zustande kam. Nach der Schlacht von Eretria 411 v. Chr. trat auch die Insel Euboia auf die Seite Spartas. Nach diesem zweiten Erfolg suchte Sparta den entscheidenden dritten Schlag am Hellespont anzusetzen, um Athen von seinem Getreidenachschub aus der Gegend des Schwarzen Meeres abzuschneiden und somit endgültig in die Knie zu zwingen. Dazu wurden im Sommer 411 alle verfügbaren Schiffe in der Stadt Abydos am kleinasiatischen Ufer des Hellespont zusammengezogen. Athen hatte jedoch inzwischen ebenfalls wieder eine Flotte zusammengestellt, mit der es den Peloponnesiern entgegentrat, um seine Besitzungen in der Region zu verteidigen. 

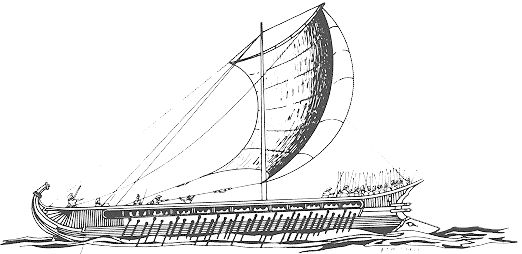
Griechische Triere

So kam es im Sommer 411 bei dem Vorgebirge Kynossema zu einer ersten Seeschlacht am Hellespont, die mit leichten Vorteilen für die Athener endete. Die Peloponnesier und ihre Verbündeten zogen sich darauf in den Hafen von Abydos zurück, während die Athener ihnen gegenüber im Hafen von Sestos auf der europäischen Seite lagen. Beide Seiten warteten lediglich auf Verstärkungen. Die Feldherren der Athener Thrasybul und Thrasyllos erwarteten insbesondere die Ankunft des Alkibiades. Der spartanische Seeherr Mindaros rief unterdessen eine Hilfsflotte aus Euboia herbei, die jedoch nie eintraf, da sie im Herbststurm unterging. Die  Entscheidung war daher nur aufgeschoben.

## Seeschlacht vor Abydos
Die Gelegenheit bot sich, als im Herbst der Stratege Dorieus aus Rhodos mit 14 Trieren in den Hellespont einlief, die er Mindaros zuführen wollte. Die Athener fuhren ihm mit zwanzig Schiffen entgegen und warfen ihn bei Dardanos auf Land. Von ihren Schiffen aus suchten die Athener die feindlichen Boote wieder aufs Meer zu ziehen, was ihnen jedoch nur in einem Fall gelang, da sie durch die Einwohner des Städtchens gehindert wurden. 
Der spartanische Seeherr Mindaros hatte den Kampf vom Hügel von Ilion aus beobachtet und kehrte auf schnellstem Weg nach Abydos zurück, wo er Befehl zum Auslaufen gab, um die Schiffe des Dorieus an sich zu ziehen. Die Athener, deren Heer bei Madytos stand (zwischen Sestos und Kynossema), fuhren ihnen mit ihrer ganzen Flotte entgegen, und so kam es in der Durchfahrt zwischen Abydos und Madytos zu einer großen Seeschlacht, die vom Morgen bis zum Abend dauerte.
Wie schon in der vorherigen Schlacht stand der Feldherr Thrasybul auf dem rechten Flügel der Athener, während Thrasyllos den linken befehligte. Bei den Peloponnesiern war der Syrakuser Hermokrates zuerst ausgelaufen, um Dorieus entgegenzufahren, sodass das syrakusische Kontingent nun auf den linken Flügel kämpfte, während Mindaros auf dem rechten Flügel stand. Die Athener hatten 74 Schiffe und die Peloponnesier 84, ungerechnet die Schiffe des Dorieus.
Der Kampf in der Meerenge mit ihrer starken Strömung erforderte äußerstes Geschick seitens der Mannschaften und Steuerleute, was den Athenern einen Vorteil gegenüber den unerfahreneren Peloponnesiern verschaffte. Dennoch hielten sich beide Flotten lange Zeit die Waage. Die Entscheidung fiel erst gegen Abend, als von Süden eine athenische Hilfsflotte von 18 oder 20 Schiffen unter dem Kommando des Alkibiades aufkreuzte. Bei dieser Sichtung ließ sich der linke Flügel der Syrakuser und Peloponnesier auf die Küste bei Abydos zurückfallen, wo es zu einem Kampf um die Boote kam, in den auch der persische Satrap Pharnabazos eingriff, der sein Pferd in die Fluten trieb und seine Bogenschützen anwies, vom Ufer auf die vorbeifahrenden Schiffe zu feuern. 

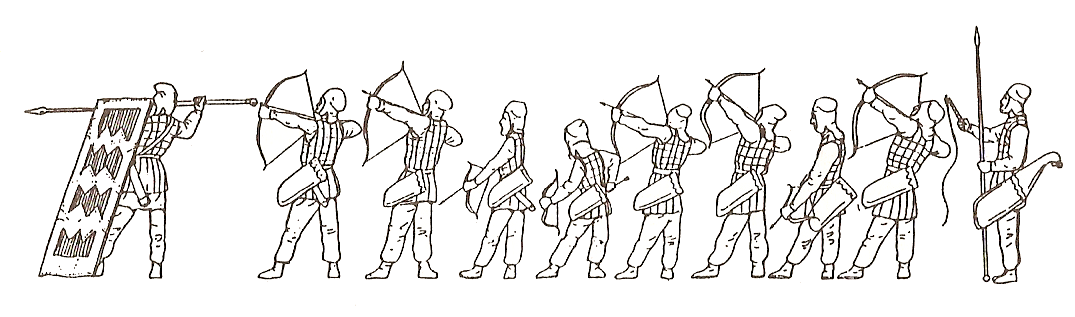
Persische Bogenschützen

Die Schlacht endete schließlich mit dem Rückzug der verbliebenen peloponnesischen Schiffe in den Hafen von Abydos. In dieser letzten Phase konnten die Athener alle während der Schlacht verlorengegangenen Schiffe zurückerobern und dazu 30 feindliche Schiffe aufbringen, die sie nach Sestos schleppten.

## Kyzikos und Ephesos
Sybota – Potidaia – Spartolos – Stratos – Naupaktos – Plataiai – Olpai – Tanagra – Pylos – Sphakteria – Korinth – Megara – Delion – Amphipolis – Mantineia – Melos – Syrakus – Milet – Syme – Eretria – Kynossema – Abydos – Kyzikos – Ephesos – Chalkedon – Byzanz – Andros – Notion – Mytilene  – Arginusen – Aigospotamoi
Die zweite Seeschlacht in der Meerenge war ein klarer Erfolg für Athen, doch blieb die peloponnesische Flotte eine Bedrohung, da die Soldzahlungen der persischen Satrapen die Ausrüstung immer neuer Schiffe ermöglichten. Die Gefahr wurde erst im folgenden Jahr mit der Schlacht von Kyzikos (410 v. Chr.) gebannt, in der Mindaros sein Leben ließ, während Alkibiades die peloponnesische Flotte in einer brillanten Operation zu See und zu Lande vollständig vernichtete.
Nachdem es seine Suprematie zur See wiederhergestellt hatte, unternahm Athen im folgenden Jahr einen letzten Versuch zur Rückgewinnung der verlorenen Position in Ionien. Der Feldherr Thrasyllos, mit dem Unternehmen betraut, erlitt jedoch in der Schlacht von Ephesos eine Niederlage durch den persischen Satrapen Tissaphernes. Er zog sich daraufhin mit seinen Schiffen und Kriegern an den Hellespont zurück, wo er sich in Lampsakos mit den Kräften des Alkibiades vereinigte.

## Landschlacht bei Abydos
Zwischen den Truppen des Alkibiades und des Thrasyllos herrschte zunächst kein gutes Einverständnis, da die unbesiegten Soldaten des Alkibiades sich den geschlagenen Resten des Thrasyllos überlegen fühlten. Im Winter des Jahres 409/08 unternahmen die beiden Feldherren jedoch einen gemeinsamen Vorstoß gegen Abydos, den letzten verbliebenen Stützpunkt der Peloponnesier am Hellespont. Vor der Stadt stellte sich ihnen ein persisches Heer mit vielen Reitern entgegen. Die Perser unter dem Kommando des Pharnabazos wurden von den Athenern besiegt und von Alkibiades und seinem Unterfeldherrn Menandros bis zum Einbruch der Nacht verfolgt. Die Einnahme von Abydos gelang zwar nicht, doch führte der gemeinsame Sieg zur Wiederherstellung des guten Einvernehmens zwischen den beiden Heeresteilen.

## Folgen
Die Offensive Athens am Hellespont und am Bosporus hielt auch im folgenden Jahr an, in dem mit der Eroberung von Chalkedon und Byzanz die nahezu vollständige Wiederherstellung der früheren Position um die Meerengen gelang. Die einzige Festung, deren Rückeroberung nicht gelang, war ausgerechnet Abydos. Die Erfolge waren indes nur temporär, und nach der Absetzung des Alkibiades wurden sie 405 v. Chr. in der Schlacht bei Aigospotamoi am Hellespont endgültig zunichtegemacht.